# Carl-Gustaf Standertskjöld-Nordenstam
Carl-Gustaf Maurice Standertskjöld-Nordenstam, född 16 mars 1939 i Helsingfors, död 28 mars 2020 i Helsingfors, var en finländsk läkare och professor.
Standertskjöld-Nordenstam, som var specialist i radiologi, blev medicine och kirurgie doktor 1966. Han var professor vid Helsingfors universitet 1987–2002 och överläkare vid Helsingfors universitetscentralsjukhus (HUCS) radiologiska avdelning 1981–2002, varav 1994–1998 som biträdande chefsöverläkare vid nämnda sjukhus. Han publicerade vetenskapliga arbeten inom olika diagnostisk radiologi, bland annat gastroenterologisk radiologi, lungradiologi och neuroradiologi, och medverkade i läroböcker i radiologi. Han var ordförande för Finska Läkaresällskapet 1992–1994 och president för Internationella radiologföreningen 2000–2002. År 1998 kallades han till ledamot av Finska Vetenskaps-Societeten.

### Uppslagsverk
- Standertskjöld-Nordenstam, Carl-Gustaf i Uppslagsverket Finland (webbupplaga, 2012). CC-BY-SA 4.0